# Blaq Poet
Blaq Poet, de son vrai nom Wilbur Bass, né le 31 mai 1970 dans le Queens, New York, est un rappeur américain, originaire du quartier de Queensbridge.

## Biographie
Blaq Poet est entendu pour la première fois à 17 ans sur le titre Beat You Down en 1987, une diss song à l'encontre de KRS-One et Boogie Down Productions. Elle est publiée pendant la Bridge War (littéralement « la guerre du pont »), un nom donné à la rivalité à la fin des années 1980 et au début des années 1990 entre les rappeurs du Bronx (KRS-One et son groupe Boogie Down Productions) et du Queens, plus particulièrement de Queensbridge (Marley Marl, MC Shan). Cette dispute, avec l'un et l'autre revendiquant être le berceau du hip-hop, est sous la forme de plusieurs chansons (une série de diss), un groupe s'en prenant à l'autre verbalement.
En 1991, Poet et DJ Hot Day forment un duo appelé PhD et sortent leur premier album intitulé Without Warning chez Tuff City Records. Ils publient par la suite plusieurs titres et se séparent en 1996. 
Blaq Poet forme ensuite avec son cousin KL, décédé en 2008, Hostyle et Solo, le groupe Screwball. Ils publient deux albums ensemble, et Poet publie l'album Rewind: Deja Screw en 2006, avec la participation du label français 45 Scientific et de DJ Premier entre autres. Poet signe ensuite sur le label de DJ Premier, Year Round Records et sort son second album solo, Tha Blaqprint en 2009, dont la plupart des productions sont signées par « Primo » et font participer Lil' Fame, N.O.R.E., ainsi que les NYG'z et Nick Javas. Sur la version remix de son single Ain't Nuthing Changed, il invite même les Californiens MC Eiht et Young Maylay.
Le 24 juin 2016, Blaq Poet sort son septième album studio, The Most Dangerous, entièrement produit par Ninjustice, un duo de producteurs français composé de Venom et Kyo Itachi. Publié sur les labels Shinigamie Records et Marvel Records, l'opus comprend des featurings de Ruste Juxx, Tragedy Khadafi et Screwball, entre autres.

## Discographie

### Albums studio
- 2006 : Rewind: Deja Screw
- 2009 : Blaq Out
- 2009 : Tha Blaqprint
- 2011 : Blaq Poet Society
- 2012 : E.B.K. (EveryBodyKilla)
- 2013 : Blaq Death
- 2016 : The Most Dangerous
- 2019 : Smoke
- 2023 : Blaq Dawn

### Album collaboratif
- 1991 : Without Warning (avec DJ Hot Day as PHD)

### Mixtape
- 2009 : Collection Rare Tracks